# Racional diádico

Racionales diádicos en el intervalo de 0 a 1.

Para cualquier número primo dado {\displaystyle p}, una fracción p -ádica o p -ádica racional es un número racional cuyo denominador, cuando la razón está en términos mínimos (coprimos), es una potencia de {\displaystyle p}, es decir, un número de la forma {\displaystyle {\frac {a}{p^{b}}}} donde a es un número entero y b es un número natural. Estos son precisamente los números que poseen una base finita - expansión del sistema numérico posicional p.
Cuando {\displaystyle p=2}, se denominan fracciones diádicas o racionales diádicas; por ejemplo, 1/2 o 3/8, pero no 1/3. 

## Aritmética
La suma, el producto o la diferencia de dos racionales p-ádicos cualesquiera es en sí mismo otro racional p -ádico:
{\displaystyle {\frac {a}{p^{b}}}+{\frac {c}{p^{d}}}={\frac {p^{d-\min(b,d)}a+p^{b-\min(b,d)}c}{p^{\max(b,d)}}}}
{\displaystyle {\frac {a}{p^{b}}}-{\frac {c}{p^{d}}}={\frac {p^{d-b}a-c}{p^{d}}}\quad (d\geq b)}
{\displaystyle {\frac {a}{p^{b}}}-{\frac {c}{p^{d}}}={\frac {a-p^{b-d}c}{p^{b}}}\quad (d<b)}
{\displaystyle {\frac {a}{p^{b}}}\times {\frac {c}{p^{d}}}={\frac {a\times c}{p^{b+d}}}.}
Sin embargo, el resultado de dividir una fracción p -ádica por otra no es necesariamente una fracción p -ádica.

## Propiedades adicionales
Debido a que están cerradas en suma, resta y multiplicación, pero no en división, las fracciones p -ádicas son un anillo pero no un campo. Como un anillo, las fracciones p-ádicas son un subanillo de los números racionales Q, y un sobreanillo de los enteros Z. Algebraicamente, este subanillo es la localización de los enteros Z con respecto al conjunto de potencias de p .
El conjunto de todas las fracciones p -ádicas es denso en la línea real: cualquier número real x puede aproximarse arbitrariamente de cerca mediante racionales diádicos de la forma {\displaystyle \lfloor 2^{i}x\rfloor /2^{i}}. En comparación con otros subconjuntos densos de la línea real, como los números racionales, los racionales p -ádicos son en cierto sentido un conjunto denso relativamente "pequeño", razón por la cual a veces aparecen en las demostraciones. (Véase, por ejemplo, el lema de Urysohn para los racionales diádicos).
Las fracciones p -ádicas son precisamente aquellos números que poseen expansiones base- p finitas . Sus expansiones de base p no son únicas; hay una representación finita y una infinita de cada racional p -ádico distinto de 0 (ignorando los ceros terminales). Por ejemplo, en binario ({\displaystyle p=2}), 0.12 = 0.0111...2 = 1/4 + 1/8 + 1/16 + … = 1/2. Además,  0.112 = 0.10111...2 = 3/4.
El módulo de adición 1 forma un grupo; este es el grupo p de Prüfer. (Esto es lo mismo que tomar el grupo de cocientes de los racionales p -ádicos por los números enteros).

## Grupo dual
Considerar solo las operaciones de suma y resta de los racionales p -ádicos les da la estructura de un grupo abeliano aditivo. El grupo dual de un grupo consta de sus caracteres, homomorfismos de grupo con el grupo multiplicativo de los números complejos, y en el espíritu de la dualidad de Pontryagin, el grupo dual de los racionales aditivos p -ádicos también puede verse como un grupo topológico. Se llama solenoide p -ádico y es un ejemplo de grupo de solenoide y de protoro.
Los racionales p -ádicos son el límite directo de los subgrupos infinitos cíclicos de los números racionales,
{\displaystyle \varinjlim \left\{p^{-i}\mathbb {Z} \mid i=0,1,2,\dots \right\}}
y su grupo dual se puede construir como el límite inverso del grupo de círculo unitario bajo el mapa repetido
{\displaystyle \zeta \mapsto \zeta ^{p}.}
Un elemento del solenoide p -ádico se puede representar como una secuencia infinita de números complejos q0, q1, qp, ..., con las propiedades de que cada qi se encuentra en el círculo unitario y que, para todo i > 0, qip = qi − 1. La operación de grupo en estos elementos multiplica dos secuencias cualesquiera en componentes. Cada elemento del solenoide diádico corresponde a un carácter de los racionales p -ádicos que mapea a/pb al número complejo qba. A la inversa, cada carácter χ de los racionales p -ádicos corresponde al elemento del solenoide p -ádico dado por qi = χ(1/pi).
Como espacio topológico, el solenoide p -ádico es un solenoide y un continuo indecomposible.

## Construcciones relacionadas
Los números surreales son generados por un principio de construcción iterado que comienza generando todas las fracciones diádicas finitas, y luego continúa creando nuevos y extraños tipos de números infinitos, infinitesimales y otros.
La secuencia binaria de van der Corput es una permutación equidistribuida de los números racionales diádicos positivos.

## Aplicaciones

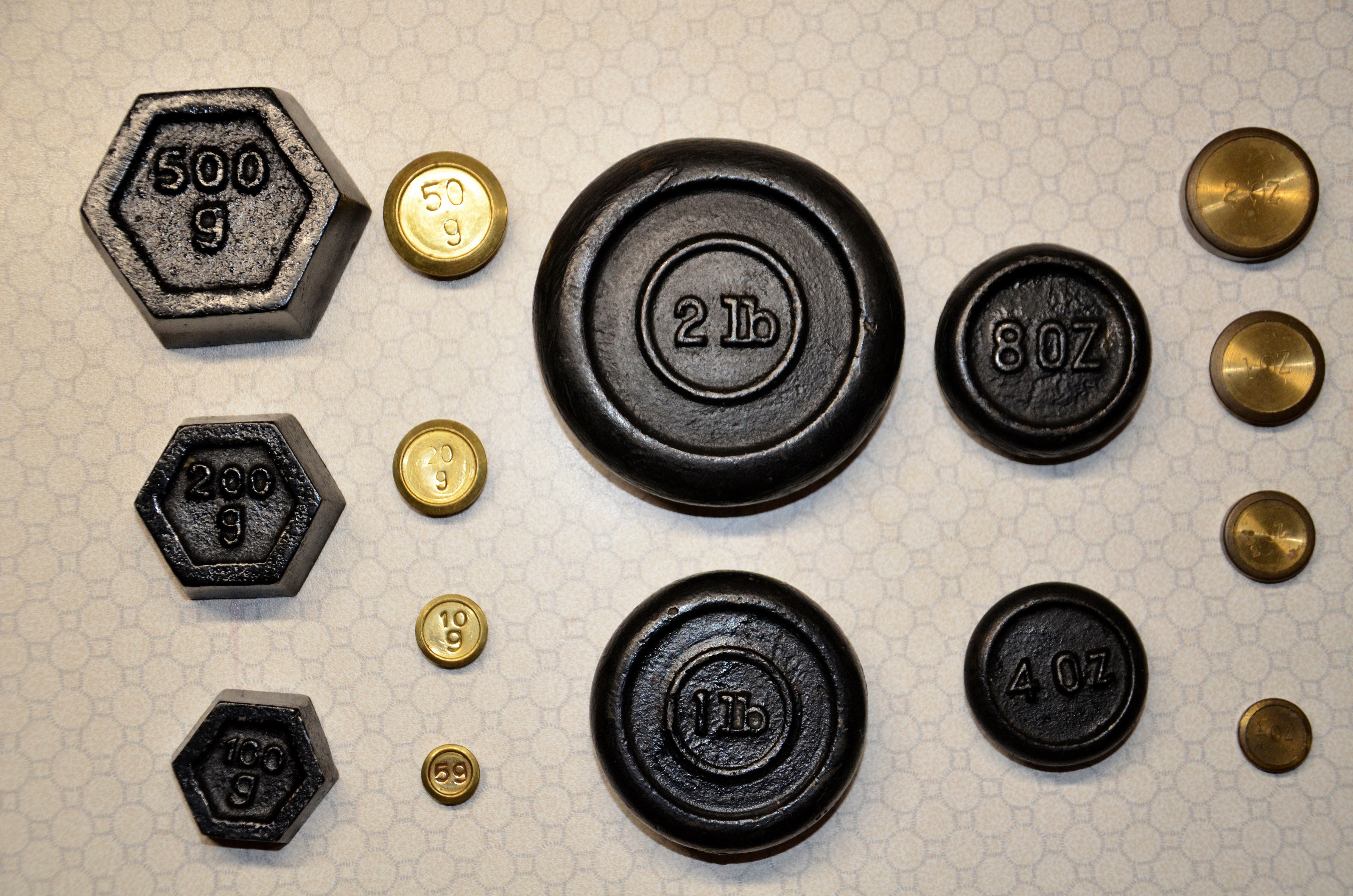
Pesos en sistema métrico decimal y en sistema anglosajón de unidades, que son ejemplos de este tipo de fracciones.

### En metrología
La pulgada se subdivide habitualmente en fracciones diádicas en lugar de decimales; de manera similar, las divisiones habituales del galón en medio galón, cuarto de galón y pintas son diádicas. Los antiguos egipcios también usaban fracciones diádicas en la medición, con denominadores de hasta 64.

### En música
Las firmas de tiempo en la notación musical occidental consisten tradicionalmente en fracciones diádicas (por ejemplo: 2/2, 4/4, 6/8 ...), aunque los compositores han introducido firmas de tiempo no diádicas en el siglo XX (por ejemplo: 2 /, lo que literalmente significa 2/3⁄8). Las firmas de tiempo no diádicas se denominan irracionales en terminología musical, pero este uso no corresponde a los números irracionales de las matemáticas, porque todavía consisten en proporciones de números enteros. Las firmas de tiempo irracionales en el sentido matemático son muy raras, pero un ejemplo (√42/1) aparece en Studies for Player Piano de Conlon Nancarrow.

### En informática
Como tipo de datos utilizado por las computadoras, los números de punto flotante a menudo se definen como números enteros multiplicados por potencias positivas o negativas de dos y, por lo tanto, todos los números que se pueden representar, por ejemplo, mediante tipos de datos de punto flotante IEEE binarios son racionales diádicos. Lo mismo es cierto para la mayoría de los tipos de datos de coma fija, que también usa potencias de dos implícitamente en la mayoría de los casos.

### Topología
En la topología general, las fracciones diádicas se utilizan en la demostración del lema de Urysohn, que se considera comúnmente uno de los teoremas más importantes de la topología.